# ضريح بورقيبة
ضريح بورقيبة هو نصب تذكاري دفني يقع في مدينة المنستير في تونس، بما في ذلك إيواء رفات الرئيس السابق الحبيب بورقيبة، والد الاستقلال التونسي، المتوفي يوم 6 أبريل 2000.

## وصف

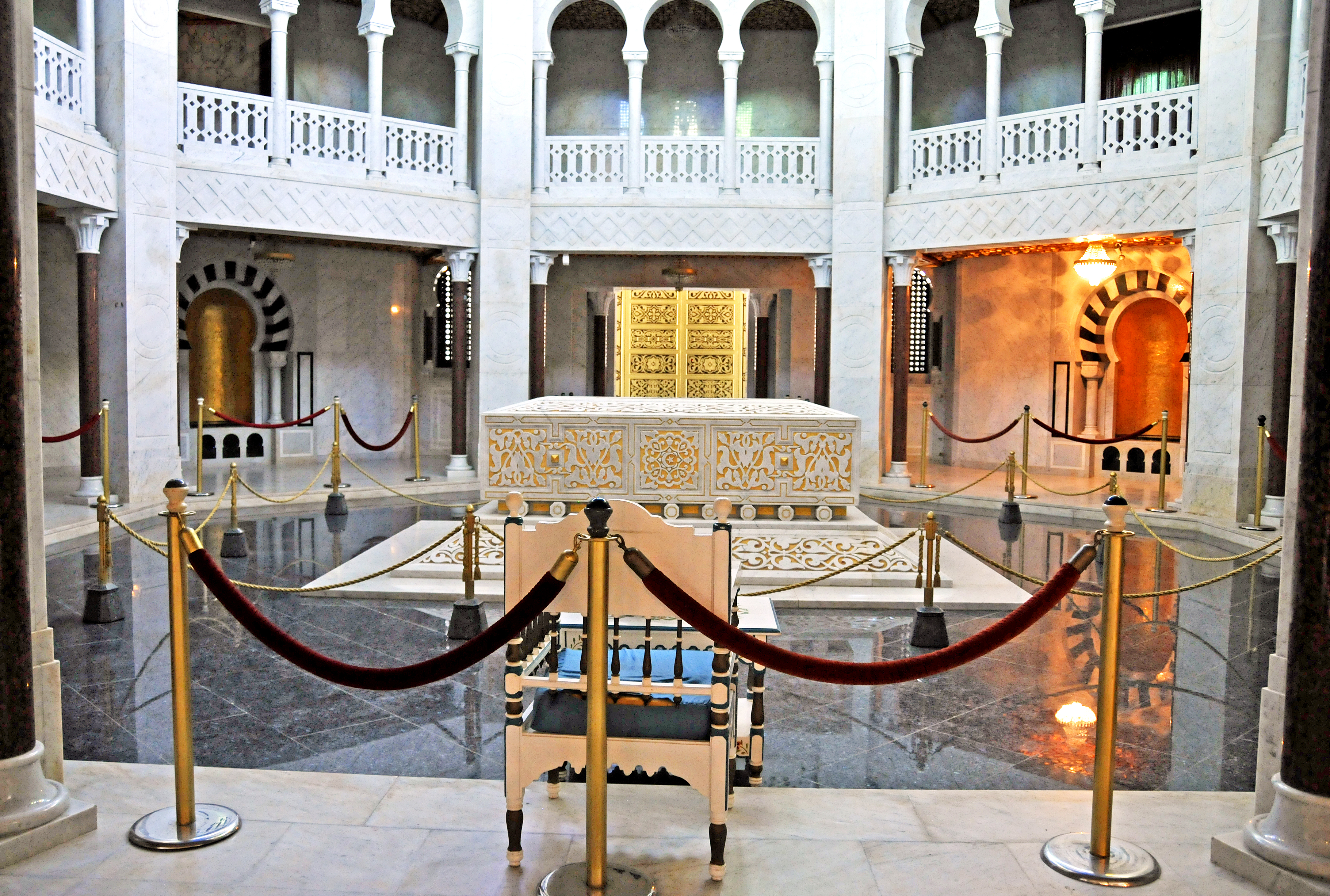
عرض داخل الضريح

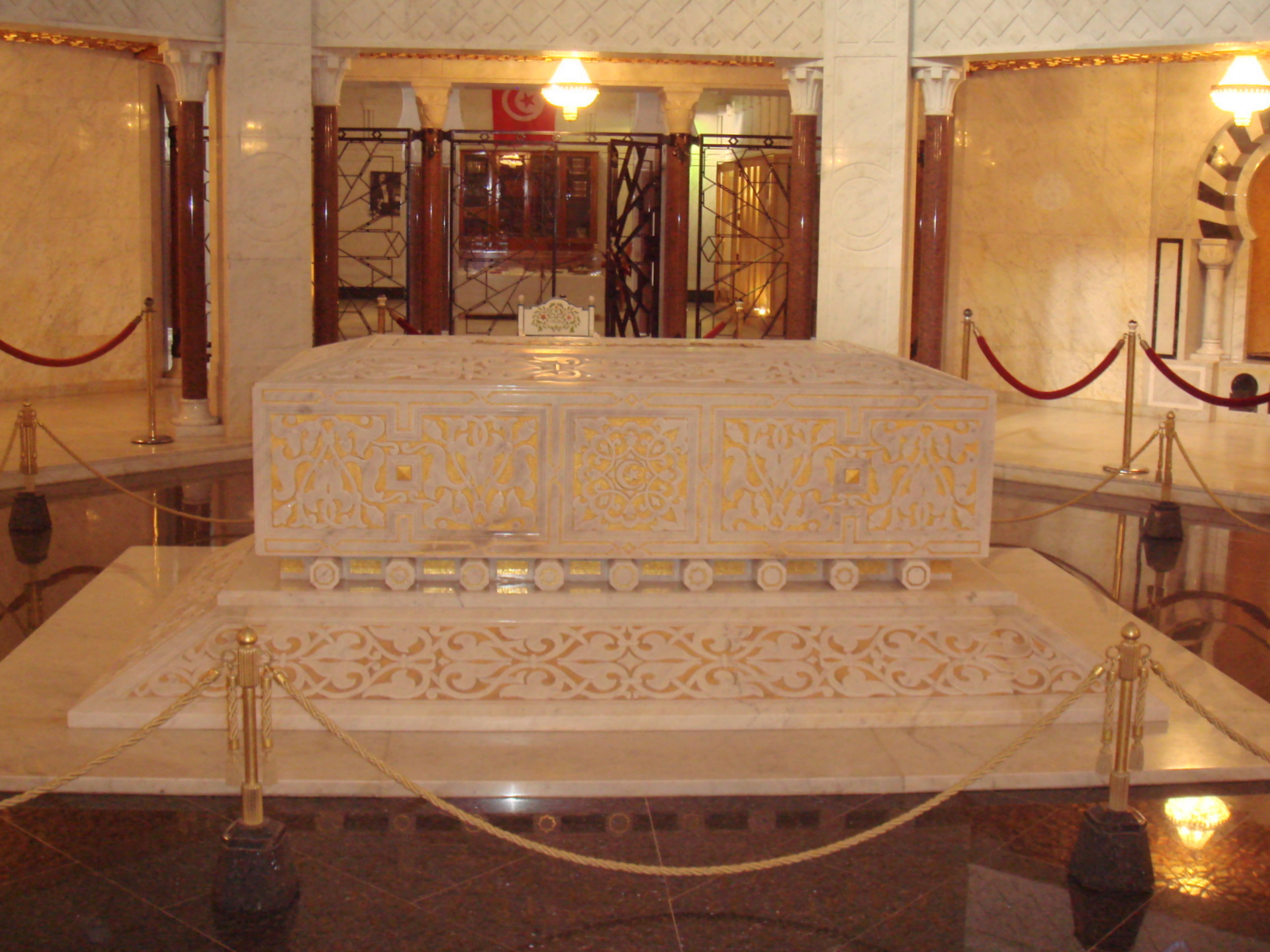
قبر بورقيبة في الرخام، تحت حراسة دائمة من قبل اثنين من أعضاء الحرس الرئاسي

الضريح الذي بني وبورقيبة على قيد الحياة في 1963، وفقا لخصائص العمارة التقليدية (الطراز العربي-مسلم الحديث)، يقع في الجزء الغربي من مقبرة سيدي المازري، مكان الدفن الرئيسي للمدينة، في نهاية الممر الرئيسي يبلغ طوله حوالي 200 مترا وعرضه 30 مترا تقريبا. و يضم ليس فقط جثة الرئيس الراحل وزوجته الأولى ماتيلد، ولكن أيضا تلك التي لوالديه وإخوته و أفراد الأسرة الآخرين في غرفتين أخرتين. تم توسيعه في عام 1978.

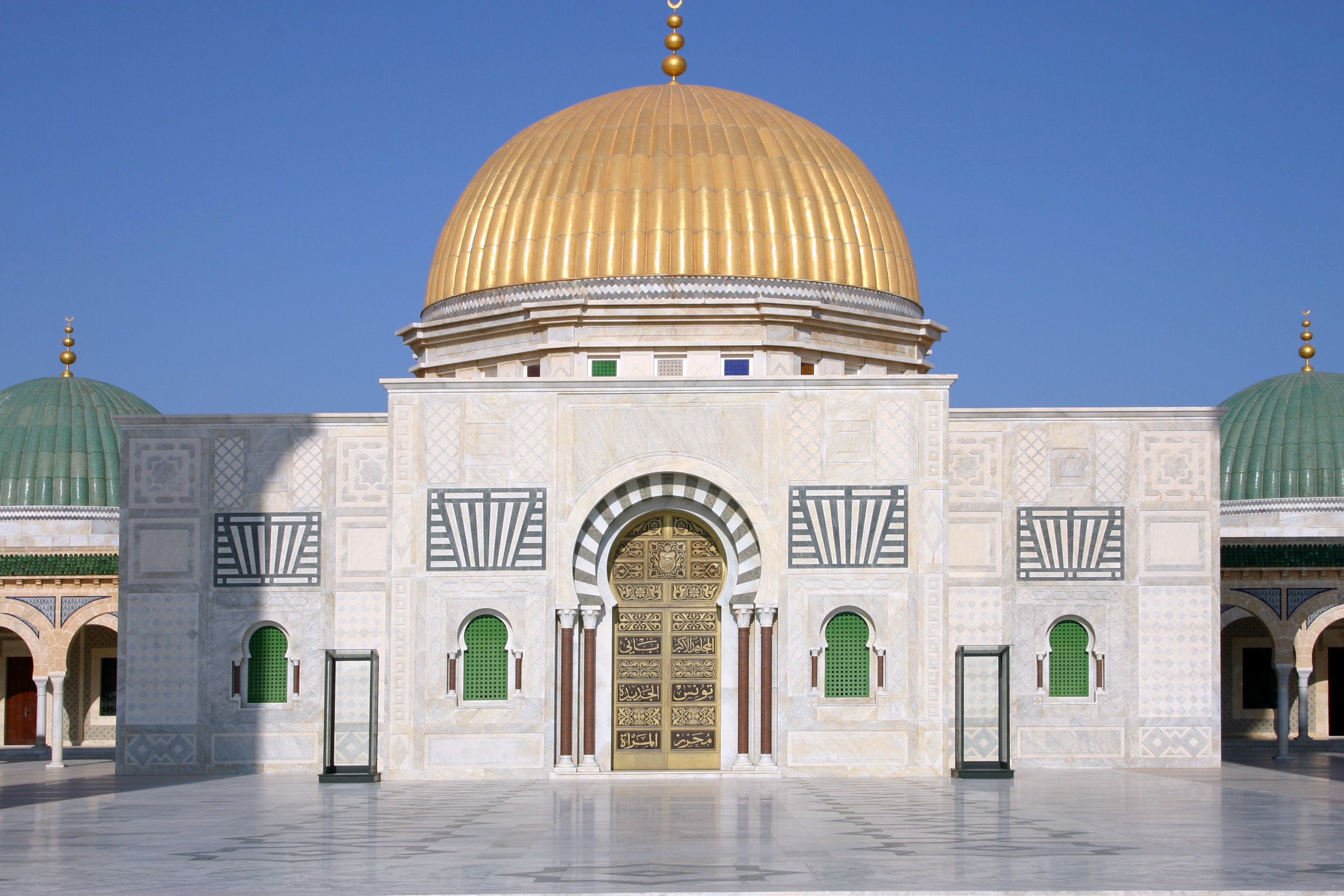
الجزء المركزي من ضريح تعلوه قبة ذهبية كبيرة
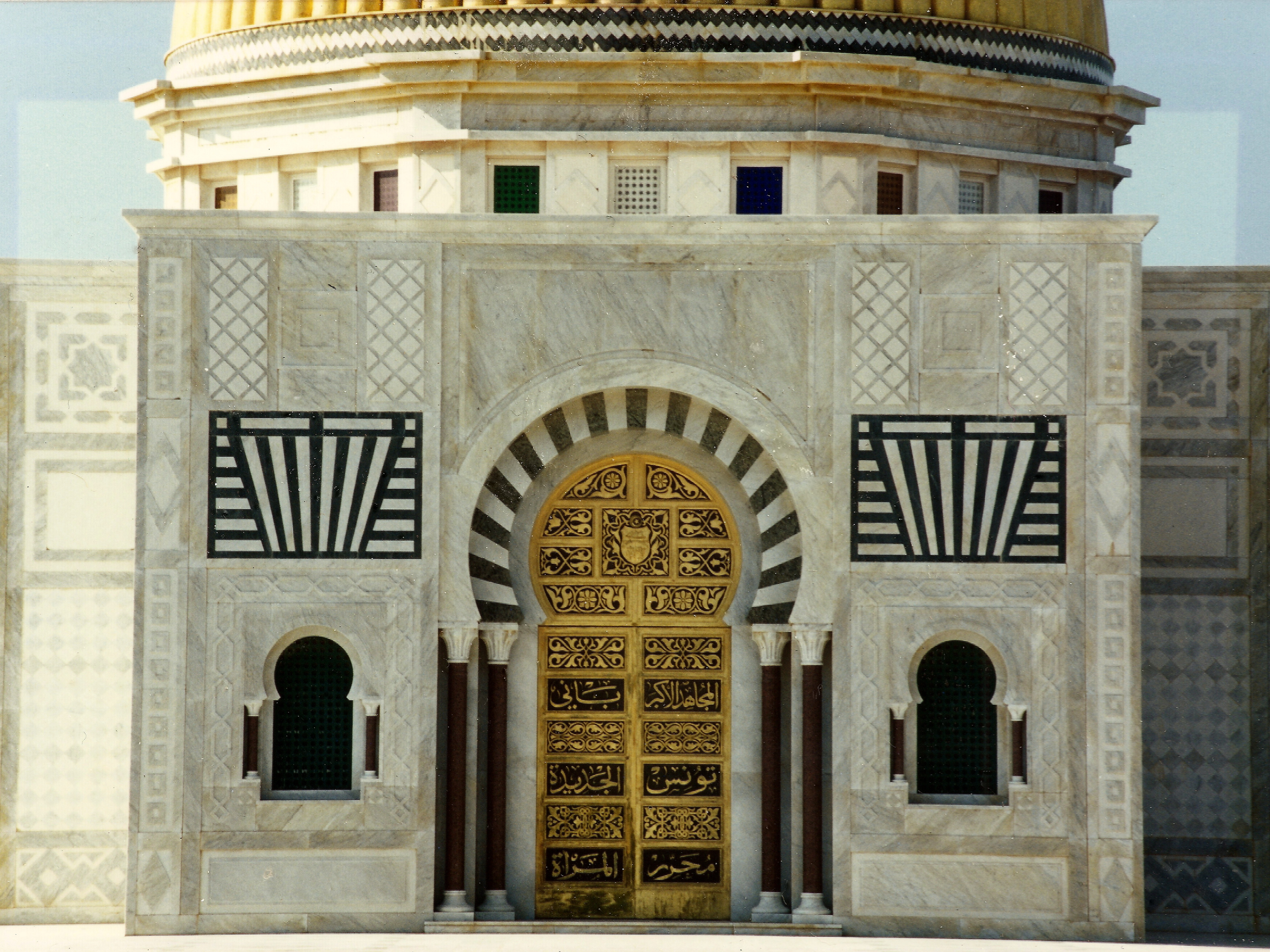
التركيز على الباب الرئيسي للضريح، أبواب خشب الساج تحمل النقوش التالية بالعربية "المقاتل الأسمى، باني تونس الحديثة، محرر المرأة" »
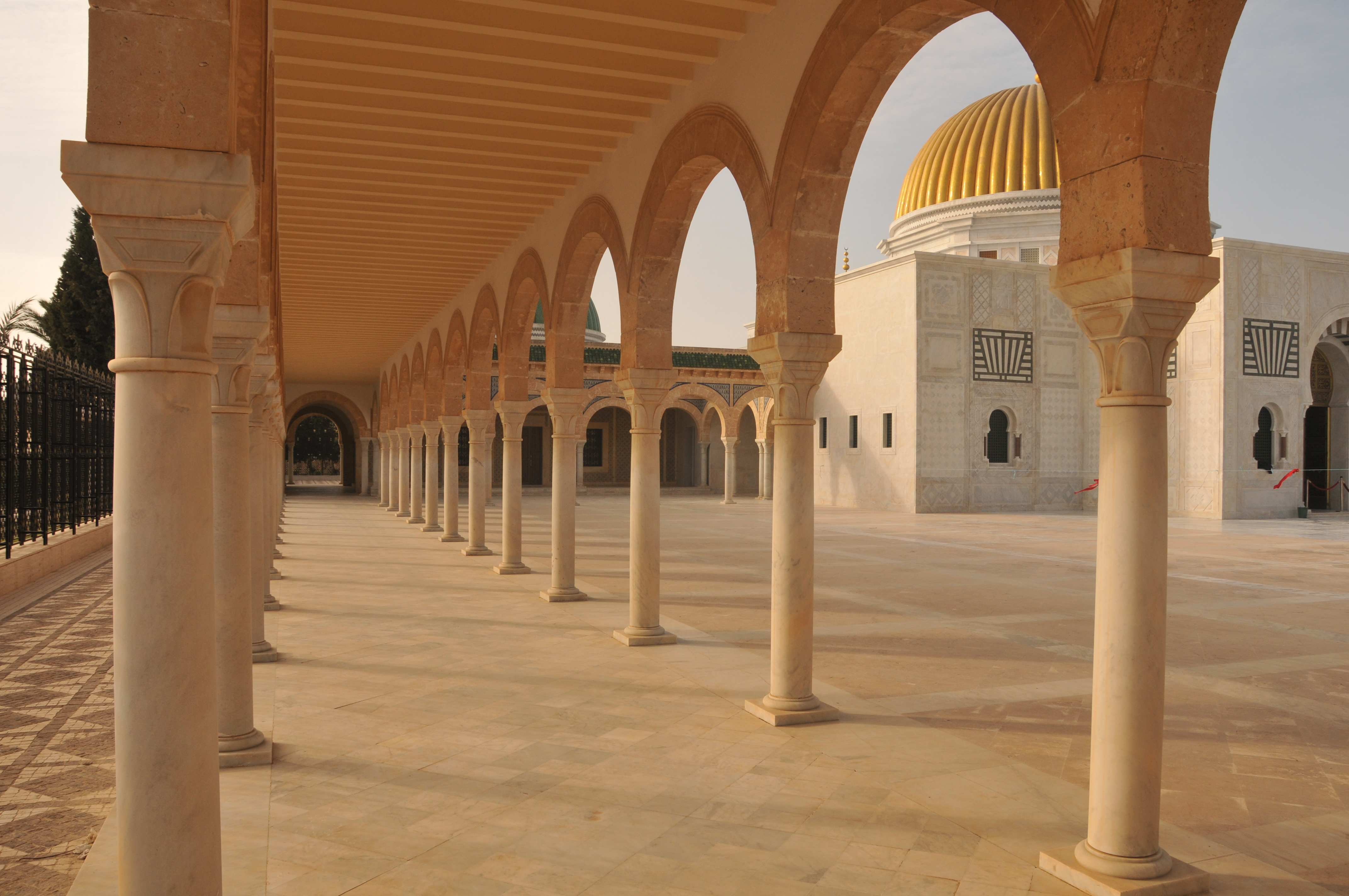
واحدة من صالات عرض الضريح، والأقواس ترتكز على أعمدة من الرخام الأبيض
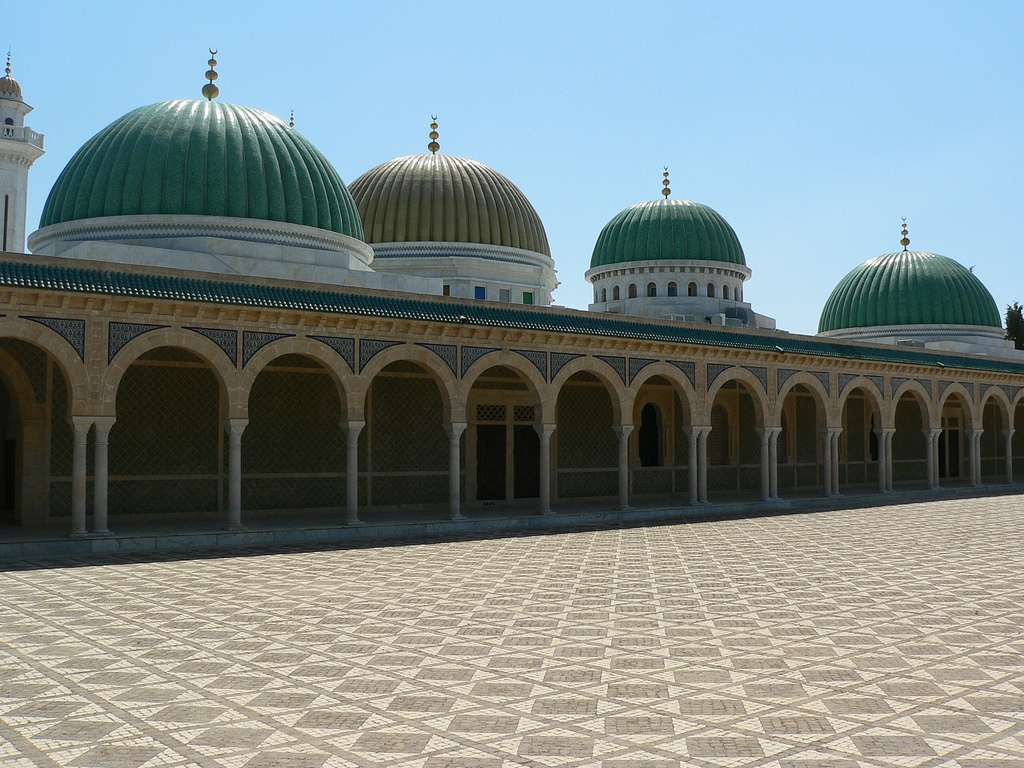
قباب الضريح